# لا بوسیر-سور-اوش
لا بوسیر-سور-اوش (به فرانسوی: La Bussière-sur-Ouche) یک کمون در فرانسه با جمعیت ۱۵۵ نفر است که در Canton of Bligny-sur-Ouche واقع شده‌است.